# Can Gol (la Roca del Vallès)
Can Gol és un edifici de planta rectangular, amb baixos i pis, del municipi de la Roca del Vallès inclòs en l'Inventari del Patrimoni Arquitectònic de Catalunya. Per l'estil utilitzat la datació aproximada és entre els segles XVI i xviii. És una masia utilitzada com a explotació. Convé destacar la importància del llinatge de Can Gol, propietari d'altres masos de la comarca com Can Gol de Vilalba Sasserra.
Té una teulada a doble vessant, amb ràfec a la catalana i amb un campanar damunt de la façana principal. Finestra decorada amb frontó, d'estil renaixentista i acompanyada de motius heràldics als costats, amb cordó decorant els brancals i la llinda i ampit emmotllurat. Destaca el safareig de Can Gol i una construcció annexa a Can Gol. És de planta rectangular, de dos cossos, més un de més petit. La coberta és de tres voltes de canó, fetes de rajoles de ceràmica i de mides diferents. Remat amb sanefa modernista, feta de pedra de riu.